# Kreuzung (Verkehr)

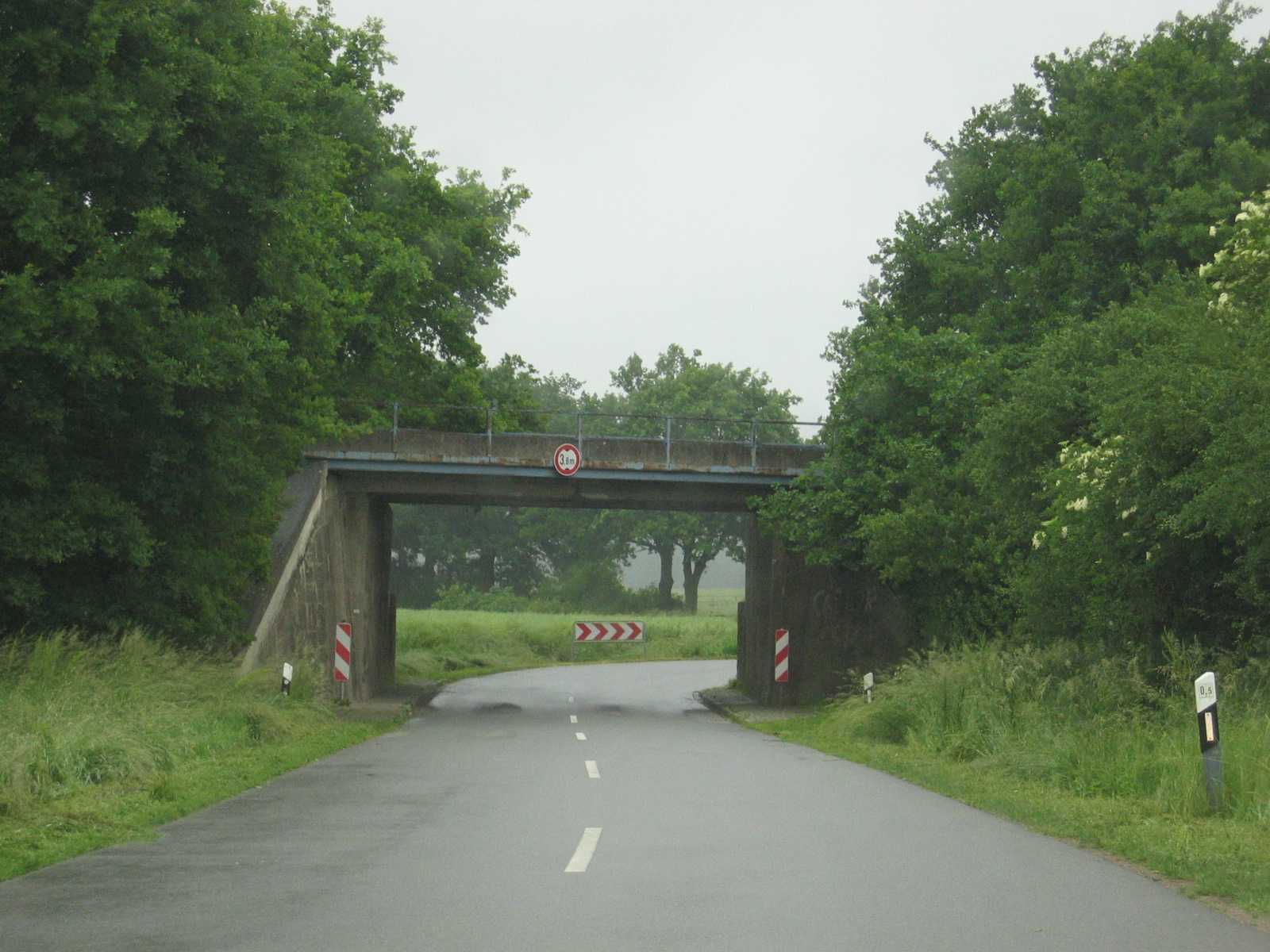
Höhenfreie Kreuzung einer Straße mit einer Eisenbahnstrecke

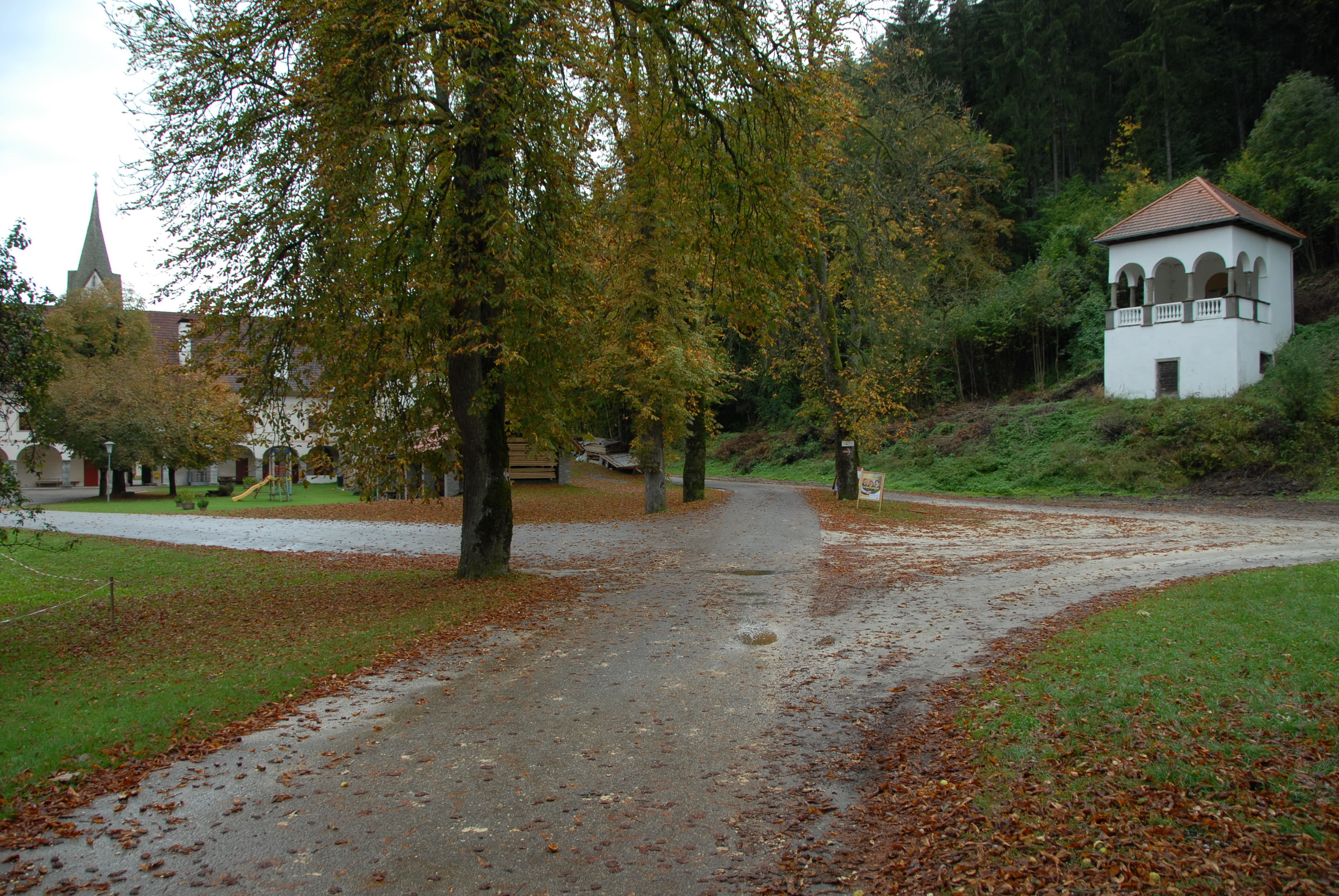
Wegkreuzung

Eine Kreuzung entsteht bei der Überschneidung zweier oder mehrerer Verkehrswege. Im Speziellen bezeichnet Kreuzung:
- Straßenkreuzung, die Kreuzung von Straßen (wenn fünf oder mehr Wege an derselben Stelle zusammentreffen, spricht man von einer Wegspinne);
- Kreuzung (Bahn), die Kreuzung von Eisenbahnstrecken oder -gleisen;
- Wasserstraßenkreuz, die Kreuzung von mindestens zwei der Schifffahrt dienenden Wasserstraßen.

Ein Kreuzungsbauwerk (Überwerfungsbauwerk) ist allgemein die Führung zweier sich überschneidender Verkehrswege auf unterschiedlichen Ebenen.
Die Kreuzungsrechte bei Aufeinandertreffen mehrerer Verkehrswege sind in einzelnen Fachgesetzen geregelt, beispielsweise im Bundesfernstraßengesetz (FStrG), im Bundeswasserstraßengesetz (WaStrG) und im Eisenbahnkreuzungsgesetz (EKrG).

## Bauliche Varianten

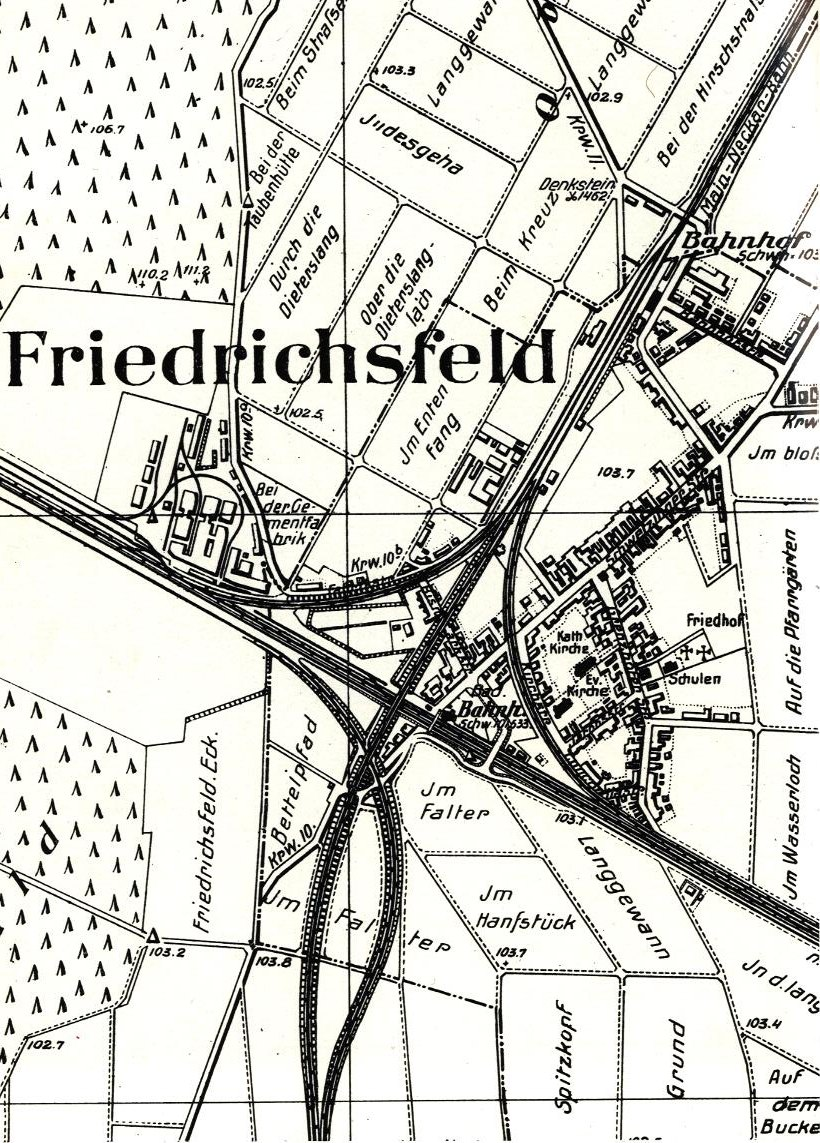
Höhenfreie Kreuzung Mannheim-Friedrichsfeld

Zu unterscheiden sind niveaugleiche und höhenfreie Kreuzungen, bei denen beide Verkehrswege durch ein Kreuzungsbauwerk unter- oder übereinander geführt werden und keine gegenseitige Behinderung eintreten kann. Weiterhin können sich Verkehrswege gleicher Art niveaugleich (Wegkreuzung) oder höhenfrei mit einer Verbindung (Autobahnkreuz) kreuzen, was zu einem Knotenpunkt führt. Kreuzen sich verschiedene Verkehrsträger, findet in der Regel kein Übergang statt.

### Regelungsbedarf bei niveaugleichen Kreuzungen
Bei niveaugleichen Kreuzungen gehört der Kreuzungsmittelpunkt zu allen kreuzenden Verkehrswegen. Wenn besonders bei motorisiertem Verkehr mehrere Fahrzeuge die Kreuzung gleichzeitig befahren wollen, kann es dadurch zu Interessenskonflikten kommen. Daher sind niveaugleiche Kreuzungen, wenn durch Verkehrsaufkommen, Geschwindigkeit oder Art der kreuzenden Verkehrsträger erforderlich, durch allgemeine Verkehrsregeln, Verkehrszeichen (Fußgängerübergang) oder komplexere Sicherungssysteme geschützt (Bahnübergang).

### Verkehrslösungen bei höhenfreien Kreuzungen
Bei höhenfreien Kreuzungen werden die Verkehrswege mittels Unter- oder Überführungen auf verschiedenen Ebenen geführt, ohne dass ein Stück der Kreuzung gemeinsam genutzt wird. Kreuzen sich zwei gleichartige Verkehrsträger, können jedoch beide Wege miteinander verbunden sein, um den Übergang vom einen auf den anderen zu ermöglichen (Autobahn-Anschlussstelle, Verbindungskurve).
Der Vorteil der höhenfreien Kreuzung mit Hilfe eines Kreuzungsbauwerkes liegt darin, dass sich die Verkehrsteilnehmer auf beiden Trassen nicht gegenseitig behindern oder gefährden können.

## Kreuzungen in der Kultur

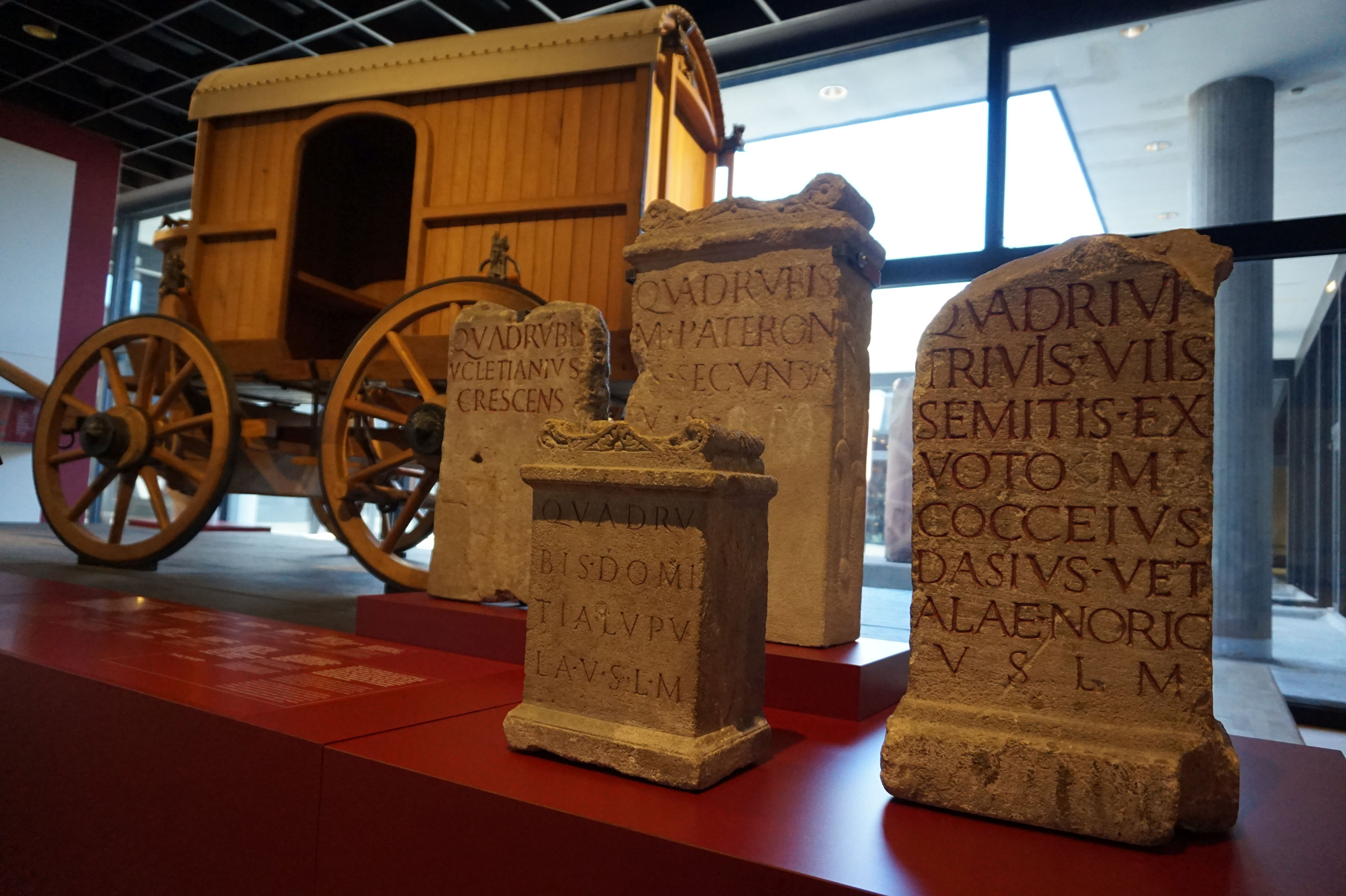
Römische Weihesteine für die Göttinnen der Wegkreuzungen dienten dem Schutz an gefährlichen Verkehrsknotenpunkten

Eine Kreuzung ist im Volksglauben ein Ort, an dem in verschiedenen Erscheinungsformen der Teufel angetroffen werden kann. An Kreuzungen geschlossene Teufelspakte erhielten Einzug in die Populärkultur, allen voran die angebliche Vereinbarung des Blues-Gitarristen Robert Johnson, der sein vom Teufel erkauftes Talent mit einem frühen Tod bezahlt haben soll.